# Spring Hill (Tennessee)
Spring Hill is een plaats (city) in de Amerikaanse staat Tennessee, en valt bestuurlijk gezien onder Maury County en Williamson County.

## Demografie
Bij de volkstelling in 2000 werd het aantal inwoners vastgesteld op 7715.
In 2006 is het aantal inwoners door het United States Census Bureau geschat op 20.768, een stijging van 13053 (169.2%).

## Geografie
Volgens het United States Census Bureau beslaat de plaats een oppervlakte van
46,0 km², waarvan 45,9 km² land en 0,1 km² water. Spring Hill ligt op ongeveer 238 m boven zeeniveau.

## Plaatsen in de nabije omgeving
De onderstaande figuur toont nabijgelegen plaatsen in een straal van 24 km rond Spring Hill.